# Lagria
Genre
Lagria est un genre d'insectes coléoptères de la famille des ténébrionidés.

## Espèces rencontrées en Europe
Sous-genre Lagria Fabricius 1775
- Lagria atripes Mulsant & Guillebeau 1855
- Lagria grenieri Brisout 1868
- Lagria hirta (Linné 1758)
- Lagria lata Fabricius 1801

Sous-genre Apteronympha Seidlitz 1898
- Lagria rugosula Rosenhauer 1856 (= glabrata Olivier 1792 nec Fabricius 1775)
- Lagria rubida Graells 1855